# Bismuto
El bismuto es un elemento químico de la tabla periódica cuyo símbolo es Bi, su número atómico es 83 y se encuentra en el grupo 15 del sistema periódico.
Ya era conocido en la antigüedad, pero hasta mediados del siglo XVIII era confundido con el plomo, estaño y zinc. Ocupa el lugar 73 en abundancia entre los elementos de la corteza terrestre (representa el 8,5 × 10−7 % del peso de la corteza) y es tan escaso como la plata. Los principales depósitos están en Sudamérica, pero en Estados Unidos se obtiene principalmente como subproducto del refinado de los minerales de cobre y plomo.
Es un metal típico desde el punto de vista químico. En compuestos tiene valencias de +3 (bismuto (III)) o +5 (bismuto (V)), siendo más estables los compuestos de bismuto trivalente. Existen varios nitratos, especialmente el nitrato de bismuto, Bi(NO3)3, o trinitrato de bismuto, y su pentahidrato, Bi(NO3)3•5H 2O, que se descompone en nitrato de bismuto. 
El bismuto se expande al solidificarse; por esta propiedad es un metal idóneo para fundiciones. Algunas de sus aleaciones tienen puntos de fusión inusualmente bajos. Es una de las sustancias más fuertemente diamagnéticas (dificultad para magnetizarse). Es un mal conductor del calor y la electricidad y puede incrementarse su resistencia eléctrica en un campo magnético, propiedad que lo hace útil en instrumentos para medir la fuerza de estos campos. Es opaco a los rayos X y puede emplearse en fluoroscopia. Tiene un punto de fusión de 271 °C, un punto de ebullición de 1560 °C y una densidad de 9800 kg/m³.

## Historia

Símbolo alquímico usado por Torbern Bergman, 1775.

El bismuto es uno de los primeros diez metales que fueron descubiertos, ya conocido desde la antigüedad, por lo que no se le atribuye su descubrimiento a ninguna persona en concreto. El elemento se confundió en los primeros tiempos con el estaño y el plomo, debido a su parecido con esos elementos. Georgius Agricola, en De Natura Fossilium (ca. 1546)  afirma que el bismuto es un metal distinto en una familia de metales que incluía al estaño y al plomo, basándose en la observación de sus propiedades físicas. Los mineros en la edad de la alquimia también dieron al bismuto el nombre de tectum argenti, o «plata haciéndose», en el sentido de que la plata estaría todavía en proceso de formación dentro de la Tierra.
A partir de Johann Heinrich Pott en 1738, Carl Wilhelm Scheele y Torbern Olof Bergman, la distinción entre el plomo y el bismuto se hizo evidente, y Claude François Geoffroy demostró en 1753 que este metal era distinto del plomo y del estaño.
El bismuto también era conocido por los incas y fue utilizado (junto con el habitual cobre y estaño) en una aleación de bronce especial para cuchillos.
El nombre bismuto es de etimología incierta. Aparece en la década de 1660, a partir de los términos obsoletos alemanes, Bismuth, Wismut o Wissmuth (principios del siglo XVI); tal vez relacionado con el alto alemán antiguo hwiz (‘blanco’). El neolatín bisemutum  (debido a Agricola, que latinizó muchas palabras mineras y técnicas alemanas) es del alemán Wismuth, tal vez del weiße Masse, ‘masa blanca’.

## Características del bismuto

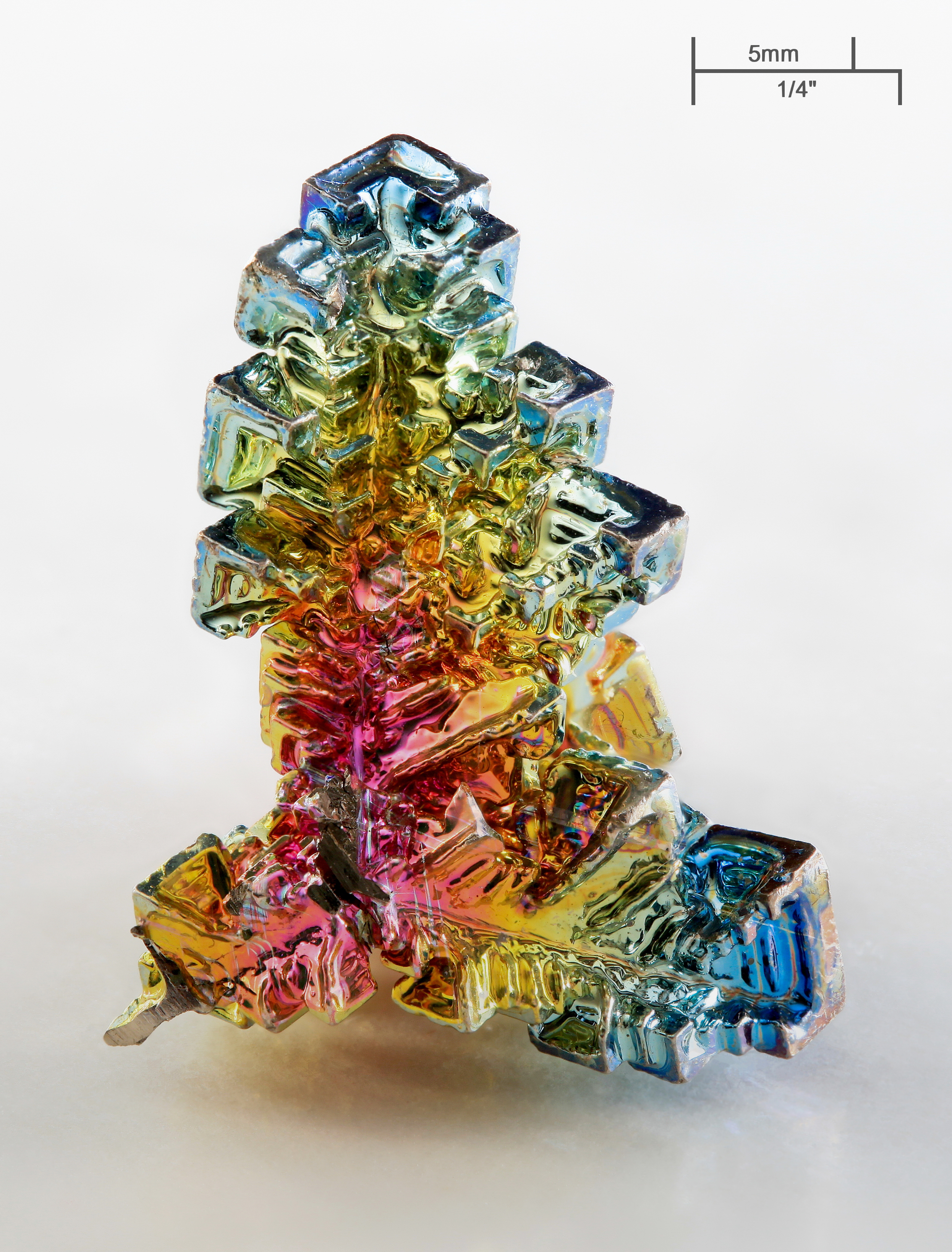
Cristal de bismuto.

Cuando es sólido flota sobre su estado líquido, por tener menor densidad en el estado sólido. Esta característica es compartida con el agua, el galio, el ácido acético, el antimonio y el silicio.
En casi todos los compuestos de bismuto aparece en forma trivalente, no obstante, en ocasiones puede ser pentavalente o monovalente. El bismutato de sodio y el pentafluoruro de bismuto son quizá los compuestos más importantes de Bi(V). El primero es un agente oxidante poderoso y el último un agente fluorante útil para compuestos orgánicos.
El átomo de bismuto se sigue considerando popularmente como el más pesado entre los átomos estables, ya que su tiempo de semivida es varios millones de veces la edad total del Universo, además de que, en teoría, todos los elementos químicos a partir del niobio están sujetos a fisión espontánea, es decir, todos los elementos con número superior o igual al número 41 teóricamente pueden ser inestables, si bien en el bismuto la desintegración fue recién observada por estudios franceses en la última década.
El bismuto es uno de los dos peores conductores térmicos que existen entre todos los metales (junto al manganeso); es también el metal más diamagnético y sus aleaciones aprovechan ambas ventajas en situaciones donde se requiera. No existe de manera natural en el cuerpo humano ni en ninguna forma de vida en general. Se utiliza mucho en medicina, como parte de los astringentes recetados para problemas relacionados con el sistema digestivo, como diarreas fuertes o irritaciones esofágicas del colon, duodeno o intestinos.
Químicamente recuerda a los metales nobles y preciosos, se oxida con dificultad y se mantiene en algunos ácidos como el clorhídrico. Puede presentarse en estado nativo, hecho que refuerza su nobleza. El metal es gris con un muy ligero toque rosado, muy «vidrioso» y frágil, no soporta un impacto mínimo, su ductilidad y maleabilidad es nula. De no ser por su escasez, podría reemplazar al plomo como escudo antinuclear debido a la gran masa atómica que posee.
El bismuto se considera un metal pesado pero es irónicamente muy poco tóxico, prácticamente no agresivo, pese a estar rodeado de metales venenosos y peligrosos para el medio ambiente. Sus cristales pueden ser trabajados hasta conseguir resultados de gran belleza. Oxidado en el laboratorio se consiguen maclas de iris fascinantes.
El metal es muy caro teniendo en cuenta su escasez (igual a la de la plata) y dificultad para encontrarlo. No parece demasiado importante en ningún sector de la industria o la medicina, pues se usa muy poco.
El bismuto será el último elemento en desintegrarse en el universo. Su vida media se estima en 20 trillones de años.

## Aplicaciones

### Sustituto del plomo
La diferencia entre las densidades del plomo (densidad 11,32 g·cm−3) y del bismuto (densidad 9,78 g·cm−3) es lo suficientemente pequeña para que pueda ser utilizado en lugar del plomo en numerosos usos en balística y como balasto. Por ejemplo, puede reemplazar al plomo como material en plomadas para la pesca. Ha sido utilizado como sustituto del plomo en munición de perdigones, balines y balas para dispersar multitudes. Los Países Bajos, Dinamarca, Inglaterra, Gales y los Estados Unidos y numerosos otros países han prohibido el uso de perdigones de plomo para la caza de aves acuáticas, ya que muchas aves sufrían de envenenamiento por plomo al ingerir material al confundir los perdigones con piedrecillas que ingieren para mejorar el funcionamiento de su sistema digestivo, o incluso han prohibido el uso de plomo en todo tipo de caza como es el caso de los Países Bajos. En estos casos ciertas aleaciones de bismuto-estaño ofrecen una alternativa con propiedades similares al plomo para uso en balística. Sin embargo, dado que el bismuto es muy poco maleable, no es un material adecuado para fabricar balas de caza del tipo expansivas.
Al ser el bismuto un elemento denso con un peso atómico elevado, es utilizado para fabricar escudos de látex impregnados con bismuto para protección de los rayos X durante exámenes médicos, tales como tomografías computarizadas con rayos X, principalmente porque se le considera un elemento no tóxico.
La directiva de la Comunidad Europea sobre la restricción en cuanto al uso de sustancias peligrosas que impulsa la reducción en cuanto al uso del plomo, ha ampliado el uso del bismuto en la industria electrónica como uno de los componentes de las soldaduras con bajo punto de fusión, reemplazando a las soldaduras tradicionales a base de plomo-estaño. Su baja toxicidad es especialmente importante para aquellas soldaduras que se utilizan en la fabricación de equipos para procesamiento de alimentos y tuberías de cobre para agua.

### Usos químicos de los compuestos
El tungstato de bismuto se puede utilizar como fotocatalizador para la eliminación de compuestos fenólicos así como para la generación de hidrógeno.
El molibdato de bismuto es un catalizador para la oxidación de propileno así como un fotocatalizador. El vanadato de bismuto también se puede utilizar como electrocatalizador para la síntesis de peróxido de hidrógeno. El par redox Bi(III)/Bi(V) cataliza la fluoración de ésteres de pinacol arilborónicos, imitando a los metales de transición en la fluoración electrofílica.

### Cosméticos y pigmentos
El oxicloruro de bismuto (BiOCl) a veces es utilizado en cosméticos, como pigmento en pintura para sombra de ojos, espray para el cabello y esmalte para uñas. El compuesto se presenta en la naturaleza como el mineral bismoclita y la forma cristalina contiene capas de átomos que refractan la luz en forma cromática, produciendo un aspecto iridiscente similar al nácar de las perlas. Fue utilizado como cosmético en el antiguo Egipto y en muchas otras civilizaciones desde entonces. El término blanco de bismuto puede hacer referencia al oxicloruro de bismuto o al oxinitrato de bismuto (BiONO3), cuando son utilizados como pigmentos blancos.

## Toxicidad
El salicilato de bismuto y el tioglicolato de bismuto utilizados para combatir la lúes y otros tipos de enfermedades infecciosas o parasitarias pueden causar, cuando se administran por vía parenteral, un cuadro de intoxicación por bismuto. El nitrato de bismuto administrado por vía oral puede metabolizarse en nitritos que se absorben en el intestino y son metahemoglobinizantes.
La intoxicación aguda causa cefaleas, gastroenteritis, hepatopatías, anuria y shock. En la intoxicación crónica hay estomatitis, ribete gingival azulado, enteritis, ictericia, nefropatías y dermatitis de tipo exantemático o exfoliativo.
El tratamiento de la intoxicación aguda consiste en administrar dimercaprol e ingerir abundante agua, salvo que haya daño renal, en cuyo caso debe tratarse de la misma forma que el hidroarsenisismo crónico regional endémico.

## Estados de oxidación

### Bismuto (III)
El catión Bi3+, debido a su moderadamente alta acidez, se encuentra solamente en soluciones altamente ácidas en estado de equilibrio con sus óxidos. El catión Bi3+ es incoloro debido a la estabilidad de su configuración electrónica ([Xe] 6s2) que impide transiciones electrónicas en longitudes de onda del espectro visible.

#### Comportamiento ácido-base
Al aumentar la alcalinidad del medio, el catión nos  Bi3+ forma principalmente las especies monohidroxo bismuto(III), BiOH2+, y el catión bismutilo, BiO+.
Bi3+ + OH-  Bi(OH)2+
Bi3+ + 2OH-  BiO+ + H2O
A pH altamente alcalino se produce el hidróxido de bismuto(III), Bi(OH)3, que por deshidratación genera el trióxido de dibismuto, Bi2O3, un sólido de color amarillo.
BiO+ + 4OH-  Bi(OH)3↓ +H2O
2Bi(OH)3 (s) → Bi2O3 (s) + 3H2O
En medios extremadamente alcalinos se forma el anión bismutito, BiO2-.
Bi2O3 (s) + 2OH-  2BiO2- + H2O

#### Presencia en compuestos orgánicos
Puede ser hallado formando uniones covalentes en ciertos compuestos orgánicos.

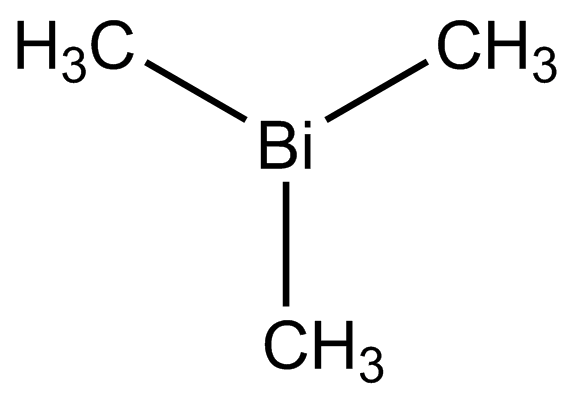
Trimetilbismutano
Oxisalicilato de bismuto
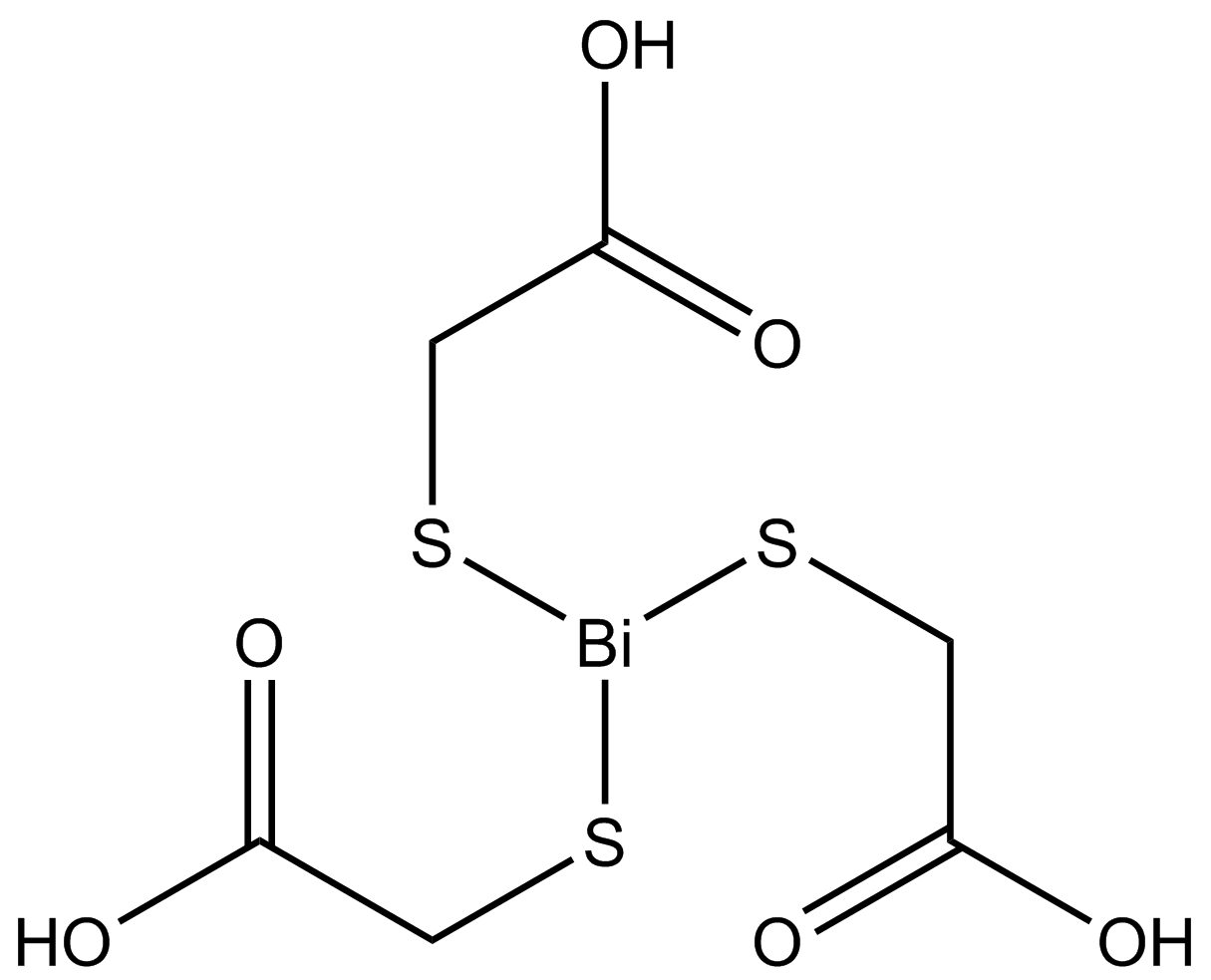
Tioglicolato de bismuto

### Bismuto (V)
A diferencia del bismuto (III), no se encuentra libre como catión ni en medios muy ácidos por su alta inestabilidad debida al alto valor de su relación carga/masa.
Algunos de los compuestos en los que se encuentra son:
- Bi2O5, pentóxido de dibismuto
- BiF5, fluoruro de bismuto(V)
- NaBiO3, metabismutato de sodio